# Antonio Maria Esquivel
Antonio Maria Esquivel (Siviglia, 8 marzo 1806 – Barcellona, 9 aprile 1857) è stato un pittore spagnolo, esponente del romanticismo e apprezzato ritrattista.

## Biografia
Antonio María Esquivel y Suárez de Urbina nacque a Siviglia, in Andalusia, dove frequentò la locale Accademia di Belle Arti subendo l'influsso dello stile del famoso pittore del barocco sivigliano Bartolomé Esteban Murillo.

Trasferitosi a Madrid nel 1831 vi frequentò la Real Academia de Bellas Artes de San Fernando dove entrò subito a far parte dell'ambiente intellettuale madrileno fondando nel 1837 il Liceo artistico e letterario insegnandovi Anatomia, materia che più tardi insegnerà anche alla Real Academia de Bellas Artes de San Fernando scrivendo anche nel 1848 il Tratado de Anatomía Pictórica il cui manoscritto si conserva al Museo del Prado a Madrid. Abile disegnatore il suo stile fu contrassegnato dall'amore per il dettaglio. Aderì alla corrente storicistica all'interno del movimento cosiddetto dell'"eclettismo" allora imperante.

Nel 1839 soffrì di una grave malattia agli occhi che si risolse nel 1840 col sostegno dei suoi compagni del Liceo artistico e letterario.

Ebbe diversi riconoscimenti ufficiali e nel 1843 fu nominato pittore di corte e accademico di San Fernando nel 1847. Fu socio fondatore della Società protettrice delle Belle Arti.

Morì a Madrid il 9 aprile 1857 all'età di 52 anni. Due suoi figli: Carlos Maria e Vicente furono anch'essi pittori.

La città di Siviglia nel 2006 gli ha dedicato una mostra antologica.

## Opere maggiori
- Ritratto del Capitano Generale Juan Ruiz de Apodaca -1834 - Museo Navale di Madrid'
- Una lettura di Ventura de la Vega -1845 - Museo Romántico, Madrid
- I poeti contemporanei o lettura di José Zorrilla nello estudio del pittore -1846 - Museo del Prado di Madrid
- Rafaela Flores Calderón -1846 - Museo del Prado di Madrid
- Ritratto equestre del Generale Juan Prim - Museo Romántico di Madrid
- Ritratto di Baldomero Espartero
- La "Campana de Huesca" - 1850 - Museo di Belle Arti di Siviglia
- Giuseppe e la moglie di Putifarre - 1854 - Museo di Belle Arti di Siviglia